# Elizabeth I (serie de televisión)
Elizabeth I es una miniserie de televisión británica de dos capítulos dirigida por Tom Hooper, escrita por Nigel Williams y protagonizada por Helen Mirren como la reina Isabel I de Inglaterra. Cubre, aproximadamente, los últimos 24 años del reinado de Isabel I.

## Argumento
Parte 1
Isabel ha reinado por cerca de 20 años y rehúsa casarse. Lord Burghley y Sir Francis Walsingham planean concretar un matrimonio con Francisco, duque de Anjou, hermano de Enrique III de Francia, con el fin de hacer una alianza en contra de España. El favorito de la reina, Robert Dudley, conde de Leicester, se opone a dicha unión debido al gran apego que siente por la soberana. El duque de Anjou visita a la reina en la corte y, a pesar de que el duque es de su agrado, es posteriormente convencida por Lord Burghley de no realizar el matrimonio debido a la opinión popular negativa de la posible unión.
Tiempo después Walsingham se entera de que la prima de la reina, María de Escocia, está conspirando para matarla. Isabel está reacia a ejecutar a María por los posibles problemas que pueda traer entre Inglaterra y España. En una reunión secreta María da su palabra a Isabel de que no quiere su cabeza. Isabel, vacilante, da la orden de asistir a los holandeses en su campaña contra España, la cual falla. Posteriormente se comprueba la conspiración de María sobre Isabel, María es declarada culpable y ejecutada por traición.
Después de negociaciones fallidas entre España e Inglaterra, una flota de naves españolas es enviada a Inglaterra. Isabel se dirige a Tilbury, junto con el conde de Essex, Leicester y su ejército; allí, mientras esperan el desembarco de los españoles, Isabel da un discurso a las tropas. La Armada Invencible española es derrotada y Leicester cae gravemente enfermo; en su lecho de muerte le pide al conde de Essex cuidar a la reina.
Parte 2
En 1589, Isabel convierte al conde de Essex en su favorito y se enamora de él. Se siente indignada cuando el conde forma parte de la expedición militar de Inglaterra en Lisboa en contra de su voluntad, pero lo perdona a pesar del fracaso de tomar la ciudad de los españoles. Isabel le otorga el 10% de sus impuestos sobre los vinos dulces y un lugar en Consejo Privado, al cual Robert Cecil, hijo de Lord Burghley, también fue asignado recientemente. Cecil y Essex desarrollan una rivalidad, como lo ilustra el caso del doctor Rodrigo López, quien es ahorcado con base en la evidencia de Essex que lo acusa de un complot español en contra de Isabel, y cuya evidencia es luego puesta en duda por Cecil.
Las ambiciones políticas de Essex entran en conflicto con su devoción y lealtad a Isabel; la cual, al preocuparse por el comportamiento de su joven amante, se acerca más a Cecil, nombrándolo Secretario de Estado tras la muerte de Walsingham. Essex es aclamado públicamente tras su regreso a Inglaterra por tomar Cádiz de los españoles, pero su relación con Isabel comienza a deteriorarse. Isabel y Cecil sospechan que el conde se comunica secretamente con Jacobo de Escocia, hijo de María de Escocia, un potencial sucesor al trono de Inglaterra. Después de la muerte de Lord Burghley, Isabel envía a Essex a Irlanda a sofocar la rebelión, pero termina haciendo una tregua y regresa a Inglaterra donde Isabel lo pone bajo arresto domiciliario.
Essex y sus seguidores fallan al intentar una rebelión en Londres y son capturados. En su juicio, Essex acusa a Cecil de colaborar con España pero no tiene evidencia para demostrarlo y es encontrado culpable de traición y posteriormente decapitado. Tiempo después Isabel se encuentra decaída, en cama pide un sacerdote y le comenta que está dispuesta a morir.

## Elenco
| Actor                 | Personaje                                   |
| --------------------- | ------------------------------------------- |
| Helen Mirren          | Isabel I de Inglaterra                      |
| Jeremy Irons          | Robert Dudley, I conde de Leicester         |
| Hugh Dancy            | Robert Devereux, II conde de Essex          |
| Toby Jones            | Robert Cecil, conde de Salisbury            |
| Patrick Malahide      | Sir Francis Walsingham                      |
| Ian McDiarmid         | Lord Burghley                               |
| Barbara Flynn         | María I de Escocia                          |
| Ewen Bremner          | Jacobo I de Inglaterra y VI de Escocia      |
| Jérémie Covillault    | Francisco, duque de Anjou                   |
| Simon Woods           | Gilbert Gifford                             |
| Diana Kent            | Lady Essex                                  |
| Toby Salaman          | Rodrigo López                               |
| Geoffrey Streatfeild  | Sir Anthony Babington                       |
| David Delve           | Sir Francis Drake                           |
| Martin Márquez        | Don Bernardino de Mendoza                   |
| Rimantas Bagdzevicius | Howard de Effingham                         |
| Will Keen             | Francis Bacon                               |
| Eddie Redmayne        | Henry Wriothesley, III conde de Southampton |
| Ben Pullen            | Sir Walter Raleigh                          |
| Charlotte Asprey      | Frances Walsingham                          |

## Premios y nominaciones
| Año  | Premios                          | Categoría                                                        | Nominado(s)                             | Resultado | Ref.  |
| ---- | -------------------------------- | ---------------------------------------------------------------- | --------------------------------------- | --------- | ----- |
| 2006 | Premios Primetime Emmy           | Mejor miniserie                                                  | Mejor miniserie                         | Ganadora  | [ 2 ] |
| 2006 | Premios Primetime Emmy           | Mejor dirección – Miniserie, telefilme o especial dramático      | Tom Hooper                              | Ganador   | [ 2 ] |
| 2006 | Premios Primetime Emmy           | Mejor actriz – Miniserie o telefilme                             | Helen Mirren                            | Ganadora  | [ 2 ] |
| 2006 | Premios Primetime Emmy           | Mejor actor de reparto – Miniserie o telefilme                   | Jeremy Irons                            | Ganador   | [ 2 ] |
| 2006 | Premios Primetime Emmy           | Mejor actor de reparto – Miniserie o telefilme                   | Hugh Dancy                              | Nominado  | [ 2 ] |
| 2006 | Premios Primetime Emmy           | Mejor guion – Miniserie, telefilme o especial dramático          | Nigel Williams                          | Nominado  | [ 2 ] |
| 2006 | Premios Primetime Emmy           | Mejor dirección de arte – Miniserie o telefilme                  | Leon McCarthy, Eve Stewart, Sarah White | Ganadores | [ 2 ] |
| 2006 | Premios Primetime Emmy           | Mejor casting – Miniserie o telefilme                            | Doreen Jones                            | Ganadora  | [ 2 ] |
| 2006 | Premios Primetime Emmy           | Mejor vestuario – Miniserie o telefilme                          | Samantha Horn, Mike O'Neill             | Ganadores | [ 2 ] |
| 2006 | Premios Primetime Emmy           | Mejor peluquería – Miniserie o telefilme                         | Fae Hammond, Su Westwood                | Ganadores | [ 2 ] |
| 2006 | Premios Primetime Emmy           | Mejor edición (una sola cámara) – Miniserie o telefilme          | Beverly Mills, Melanie Oliver           | Ganadores | [ 2 ] |
| 2006 | Premios Primetime Emmy           | Mejor mezcla de sonido (una sola cámara) – Miniserie o telefilme | Ken Campbell, Paul Hamblin              | Nominados | [ 2 ] |
| 2007 | Premios Globo de Oro             | Mejor miniserie o telefilme                                      | Mejor miniserie o telefilme             | Ganadora  | [ 3 ] |
| 2007 | Premios Globo de Oro             | Mejor actriz – Miniserie o telefilme                             | Helen Mirren                            | Ganadora  | [ 3 ] |
| 2007 | Premios Globo de Oro             | Mejor actor de reparto – Serie, miniserie o telefilme            | Jeremy Irons                            | Ganador   | [ 3 ] |
| 2007 | Premios del Sindicato de Actores | Mejor actriz – Miniserie o telefilme                             | Helen Mirren                            | Ganadora  |       |
| 2007 | Premios del Sindicato de Actores | Mejor actor – Miniserie o telefilme                              | Jeremy Irons                            | Ganador   |       |